# 上野目車站
上野目車站（日语：／ Kaminome eki */?）是由東日本旅客鐵道（JR東日本）所經營的鐵路車站，位於日本宮城縣大崎市岩出山，為JR東日本陸羽東線沿線的無人車站。本站位於JR東日本仙台支社的管轄範圍內，並且由古川車站負責管理。

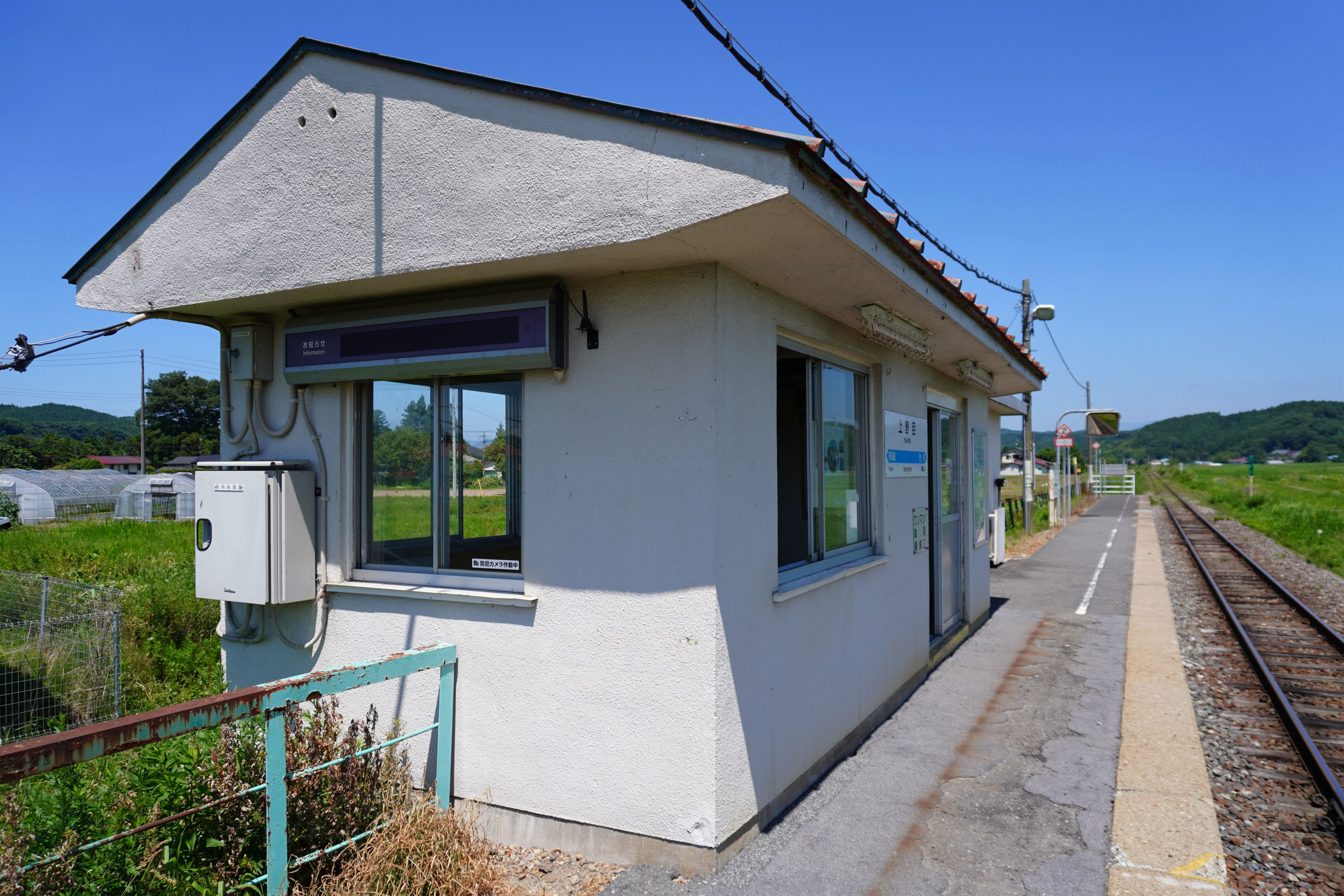
候車室(2023年7月)

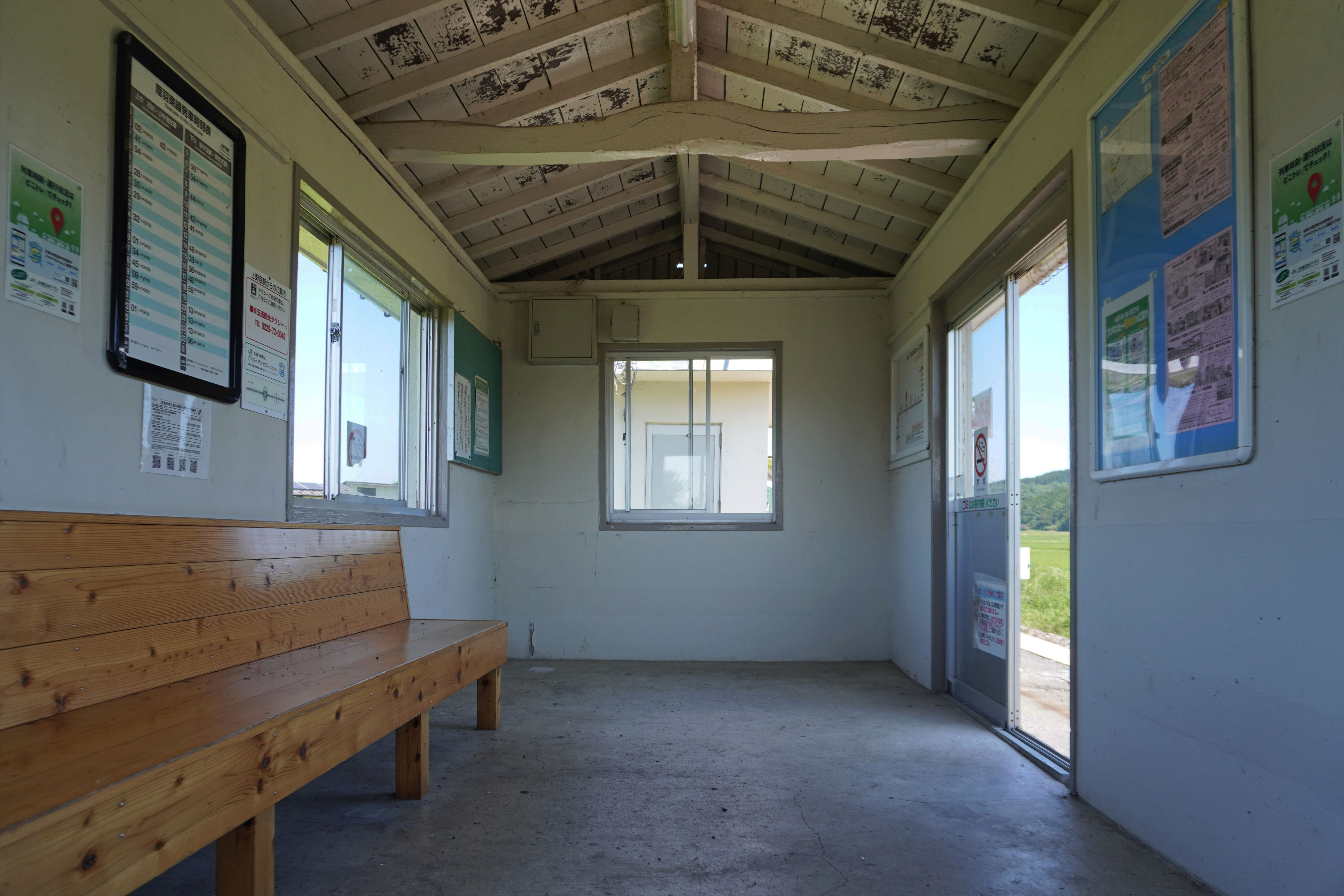
候車室内(2023年7月)

## 車站結構
站內設有一座側式月台、一條乘車線與一座兼作候車室用途，構造非常簡單的站房。車站周遭除少數民家外大都是水田，並且有道路與稍微相隔一小段距離的國道47號（羽後街道）相連。本站在1964年啟用時，原名西岩出山，目前的站名是在1997年時更改。

## 相鄰車站
東日本旅客鐵道
■陸羽東線
有備館－上野目－池月

## 外部連結
- 上野目車站（JR東日本）（页面存档备份，存于）（日語）

38°40′49.76″N 140°51′33.30″E / 38.6804889°N 140.8592500°E